# Antonio Fernández de Castro

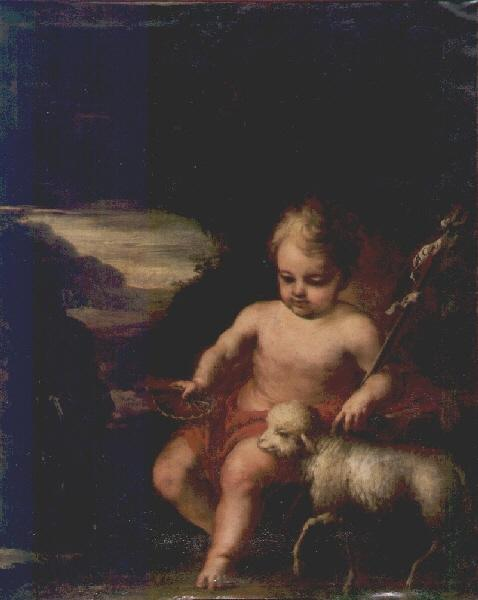
San Juan Bautista niño, óleo sobre lienzo, 104,5 x 84 cm, Museo de Bellas Artes de Córdoba.

Antonio Fernández de Castro (1659- 1739) fue un sacerdote y pintor barroco español, racionero de la Catedral de Córdoba.

## Biografía
Natural de Córdoba y sobrino de Juan de Alfaro, podría haber pintado por afición y devoción más que por profesión. Ceán Bermúdez copió el epitafio que en reconocimiento a sus méritos hizo poner el cabildo en su sepultura, frente a un lienzo de San Rafael por él pintado, donde se le llamaba estudiosísimo del arte de la pintura, singular en el color y la composición y pintor de muchas imágenes de santos con suave pincel:

Hic jacet D. Antonius Fernandez de Castro Villavicencio Cabrera et Gomez hujus almae cathedralis ecclesiae Porcionarius: in arte pingendi studiosissimus, in colorus compositione singularis: dulci penicillo plures sanctorum imagenes depinxit, inter quas hanc sancti archangeli Raphaelis ad cjus pedes sepeliri voluit die 22 aprilis, anni Dñi. 1739.

Del citado cuadro de San Rafael dice González Guevara que fue llevado a Madrid donde lo copió Antonio Álvarez Torrado (hacia 1734-1806). Es esa copia, firmada en 1788, el óleo que actualmente se conserva en la capilla de San Agustín, lienzo de grandes dimensiones conocido como la Aparición del arcángel san Rafael al venerable Roelas. Su composición y ejecución, muy distintas de otras obras del propio Torrado en la misma catedral, permite suponer que se trate en efecto de una copia fiel del original, en paradero ignorado. De Fernández de Castro es también el lienzo que representa a San Fernando sitiando a Córdoba en presencia de la Virgen, con influencias de la pintura flamenca en el tratamiento del color, entendido de modo semejante al de Murillo, del que son muy evidentes los recuerdos en algunas de las obras de Fernández de Castro conservadas en el Museo de Bellas Artes de Córdoba (Dolorosa, Cristo atado a la columna o San Juan niño).